# Klinasto število
Klinasto število je pozitivno celo število, ki ima natanko tri različne prafaktorje. Vrednost aritmetične Möbiusove funkcije μ(n) teh števil je vedno enaka -1 in vrednost aditivne funkcije ω(n) je enaka 3.
Na primer, 30 je najmanjše klinasto število, saj velja:
{\displaystyle 30=2\cdot 3\cdot 5\;.}
Prva klinasta števila so (OEIS A007304):
30,42,66,70,78,102,105,110,114,130,138,154,165,170,174,182,186,190,195, ...